# Јапанске лаке крстарице класе Сендај
| Лаке крстарице класе Сендај          | Лаке крстарице класе Сендај                                             |
| ------------------------------------ | ----------------------------------------------------------------------- |
|                                      |                                                                         |
| Лака крстарица Нака                  |                                                                         |
| Корисник                             | Јапанска морнаричка застава                                             |
| Почетак градње:                      | 1922.                                                                   |
| Поринуће:                            | 1923—1925.                                                              |
| Завршетак градње:                    | 1924—1925.                                                              |
| Основне катактеристике               |                                                                         |
| Дужина:                              | 163,03 метара                                                           |
| Ширина:                              | 14,17 метара                                                            |
| Газ:                                 | 4,91 метара                                                             |
| Тежина:                              | 5.195 тона (стандардни депласман) 7.213 тона (пуни депласман)           |
| Погон:                               | 12 котла Канпон, снаге 90.000 КС                                        |
| Посада:                              | 450 официра и морнара                                                   |
| Наоружање:                           | Топови: 7 × 140 mm, 2 × 76,2 mmМитраљези: 2 × 13 mmТорпеда: 8 × 610 mmАвиони: 1 |
| Максимална брзина:                   | 35,25 kn (65,28 km/h)                                                   |
| Бродови класе                        |                                                                         |
| Сендај, Нака, Џинцу, Како (отказана) |                                                                         |

## Историја
Бродови су поручени по програму за попуну флоте из 1921. године. Пројекат за њих је направљен по програму за средњи модел крстарице из 1920. године. Поручена су 4 брода, пре него што је потписан Вашингтонски поморски споразум. Међутин након Вашингтонске поморске конференције, последњи брод серије - крстарица Како, је отказана и сасечена. По традицији у јапану, бродовима су дата имена река из различитих провинција јапана. Бродови су грађени у Јокохами, Нагасакију и Кобеу.
Пројекат по коме су грађени бродови је настао на основу пројекта за крстарице класе Нагара и био је малтене прецртан. Задржано је: распоред и тип артиљерије главног калибра, шема оклопљавања и погонска група, стим што је само један котао био на мешовито гориво, и био је распоређен у предњем котловском одељењу. За њега је постављен посебан димњак и тако су крстарице класе Сендај биле први и једини бродови са 4 димњака у Комбинованој флоти. Нака и Сендај су добиле турбине Мицубишу Гихон а крстарица Џинцу турбине Кертис. На крстарицама Нака и Сендај је постављена платформа за хидроавионе изнад оружја бр.2, но собствену „авијацију“ крстарице су добиле тек након постављања катапулта.
- Крстарица Сендај по увођењу у строј

## Бродови
| Име    | Бродоградилиште     | Почетак градње    | Поринуће          | Завршетак градње   | Белешка                      |
| ------ | ------------------- | ----------------- | ----------------- | ------------------ | ---------------------------- |
| Сендај | Мицубиши - Нагасаки | 16. фебруар 1922. | 30. октобар 1923. | 29. април 1924.    | Потопљена 3. новембра 1943.  |
| Нака   | Мицубиши - Јокохама | 10. јун 1922.     | 24. март 1925.    | 30. новембар 1925. | Потопљена 18. фебруара 1944. |
| Џинцу  | Кавасаки - Кобе     | 4. август 1922.   | 8. децембар 1923. | 31. јул 1925.      | Потопљена 13. јула 1943.     |
| Како   | Сасебо              | 15. фебруар 1922. | -                 | -                  | Отказана 17. марта 1922.     |

## Тактичко-технички подаци
- Тежина:
  - 5.195 тона стандардни депласман
  - 7.213 тона пуни депласман
- Димензије:
  - Дужина: 163,03 метара
  - Ширина: 14,19 метара
  - Газ: 4.91 метара (средњи газ)
- Максимална брзина:
  - 35,25 kn (65,28 km/h)
- Погон: 12 котла Канпон, 90.000 КС
- Максимална даљина пловљења: 7.800 наутичких миља/ 10 kn (19 km/h)
- Количина горива: 1010 тона нафте и 570 тона угља
- Наоружање:
  - Главна артиљерија: 7 × 1 140 mm
  - Помоћна артиљерија: 2 × 1 76,2 mm
  - Митраљези: 2 × 1 13 mm
  - Торпедне цеви: 4 x 2 610 mm
  - Мине: 80 комада
- Оклоп:
  - Оклопни појас: 64 mm (максималан)
  - Палуба: 50 mm (максималан)
- Посада: 450 официра и морнара

## Модернизација
У 1934. години бродови добијају катапулт на крми, између оружја бр.6 и 7. Тада је промењена надградња а замењен је и јарбол на крми новим троножним, на који је постављена стреласта дизалица за извлачења хидроавиона из мора и постављање на катапулт. Хидроавиони типа Каваниши Е7К су остали у служби на крстрицама током целог периода рата. Током 1943. године противавионска одбрана на крстарицама је повећана - 2 топа 76,2 mm су замењена топовима 127 mm (2 × 1), додато је 44 топа 25 mm а број протиавинских митраљеза 13 mm повећан је од 2 на 6.
- Крстарица Нака 1935. године
- Крстарица Сендај 1941. године

## Служба

### Сендај
Крстарица Сендај улази у строј 29. априла 1924. године. Децембра 1941. године служи као заставни брод 3. флотиле разарача из састава јужних снага. Учествује у операцији освајања Малаје. Почетком 1942. године учествује у борби за Холандску источну Индију и подржава десант код Палембанга. Априла исте године је у саставу групе бродова који заузимају Андаманска острва, а затим учествује у Мидвејској бици. Крајем године узима учешће у борбама за Гвадалканал. Током битке у заливу царице Аугусте, крстарица Сендај је тешко оштећена. Сутрадан је проналазе амерички бродови и потапају ватром уз својих топова.

### Џинцу
Џинцу улази у састав Комбиноване флоте 31. јула 1925. године. Крајем новембра 1941. године постаје заставни брод 2. флотиле разарача у саставу јужних снага. Узима учешће у заузимању Филипина као и острва Целебес (сада Сулавеси), Амбон, Тимор и Јава. Током Мидвејске битке, Џинцу је у групи бродова која је штитила десантне трупе. Крајем лета 1942. године крстарица одлази у рејон Соломонових острва и учествује у „Токио експресу“. Узима учешће у бици код Источних соломонових острва као заставни брод адмирала Танаке. Следећег дана, при покушају да достави појачање јапанским војницима на Гвадалканлу, оштећена је од авиона америчких маринаца. Током америчког десанта на острво Нова Џорџија, крстарица је послата да евакуише јапански гарнизон. У ноћи 12./13. јул 1943. године она је потопљена ватром из топова са америчких крстарица и разарача у бици код Коломбангара.

### Нака
Крстарица је уписана у списак флоте 30. новембра 1925. године. На почетку рата је заставни брод 4. флотиле разарача у саству јужних снага. Дејствујући са острва Формоза (данас Тајван) и из базе у Кумраму, крстарица учествује у подршци десанта на острво Лузон, у заливу Линаен на Филипинима, децембра 1941. године. Јануара следеће године учествује у подршци десанта на острво Таракан и луку Баликпапан на Борнеу, када је неуспешно нападнута од холандске подморнице К XVIII. Учествује у борбама у Јаванском мору против групе савезничких бродова - АБДА (Америчко-британско-холандска-аустралијска команда). Дана, 1. априла 1942. године крстарица Нака је торпедована од америчке подморнице Сивулф и са великом муком је одвучена у Сингапур. По урађеном кратком ремонту враћа се у воде јапана и одлази на ремонт који траје до марта 1943. године. Након тога Нака се враћа у јужни Пацифик и дејствује из базе на атолу Трук и са Гилбертових острва. Крстарица Нака тоне 18. фебруара 1944. године након напада авиона са америчких носача авиона Банкер Хил и Купенс, 35 наутичких миља западно од атола Трук при америчком нападу на бившу јапанску главну базу.